# CargoServ
Die Cargo Service GmbH (CargoServ) ist ein privates österreichisches Eisenbahnverkehrsunternehmen mit Hauptsitz in Linz. Sie ist eine 100%ige Tochtergesellschaft der Logistik Service GmbH (LogServ) und somit ein Unternehmen im voestalpine-Konzern. Geschäftsgegenstand ist die Durchführung von Gütertransporten auf der Schiene, meistens Rohstoffe für die Stahlerzeugung, die die CargoServ in das voestalpine-Werk befördert.

## Geschichte
Die Cargo Service GmbH wurde gemeinsam mit der Mutterfirma LogServ am 1. April 2001 gegründet.
Die LogServ beschäftigte im Jahr 2010 durchschnittlich 800 Mitarbeiter (inklusive der Streckenlokführer der CargoServ). Am 1. April 2001 fuhr mit dem ersten Zug der CargoServ erstmals ein Zug eines österreichischen Privatunternehmens über die ÖBB-Gleise. Im Wirtschaftsjahr 2011/2012 erzielte das Unternehmen einen Umsatz von ungefähr 35 Mio. Euro.

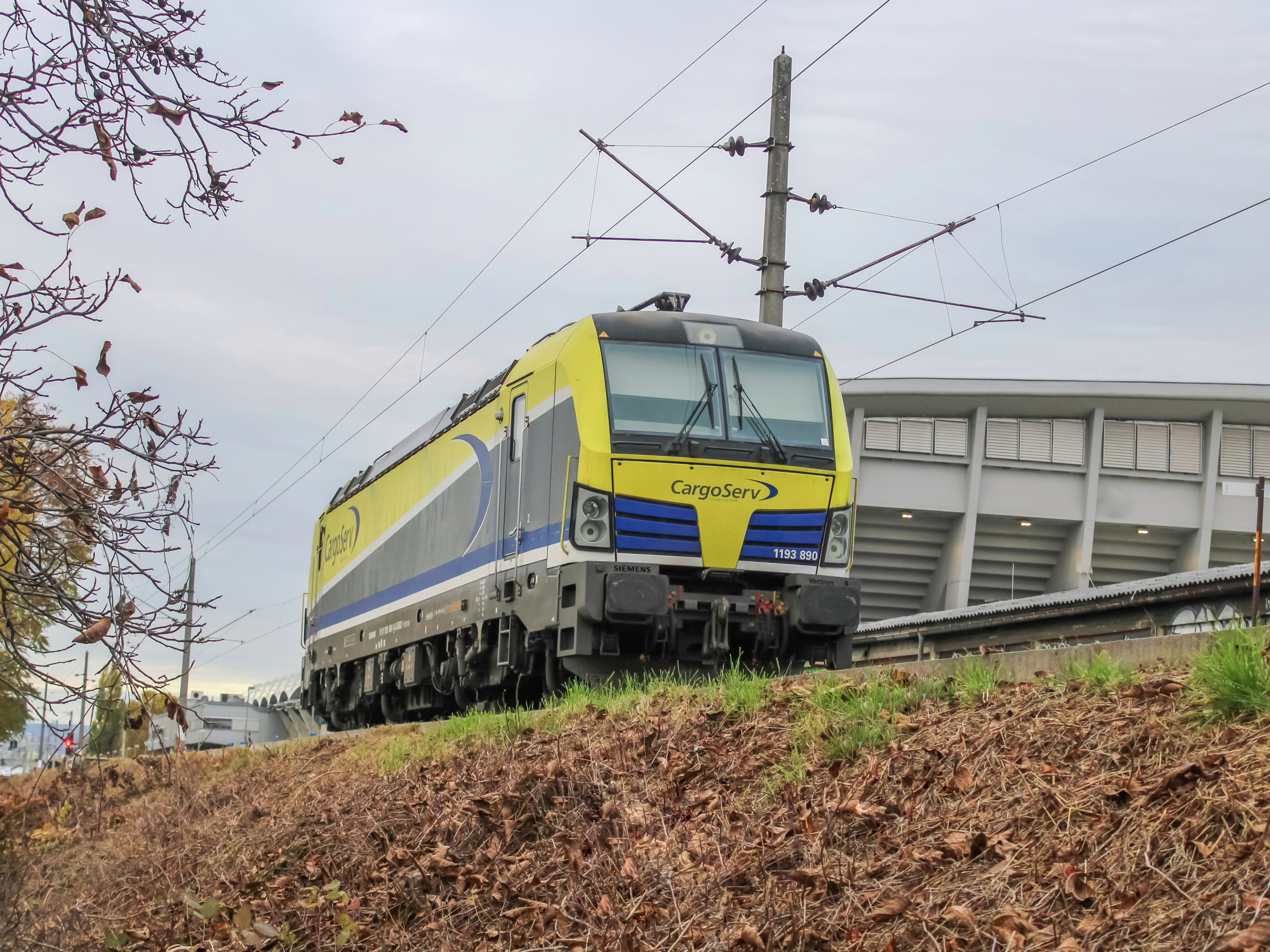
Vectron-Machiene von CargoServ.

## Fahrzeugbestand

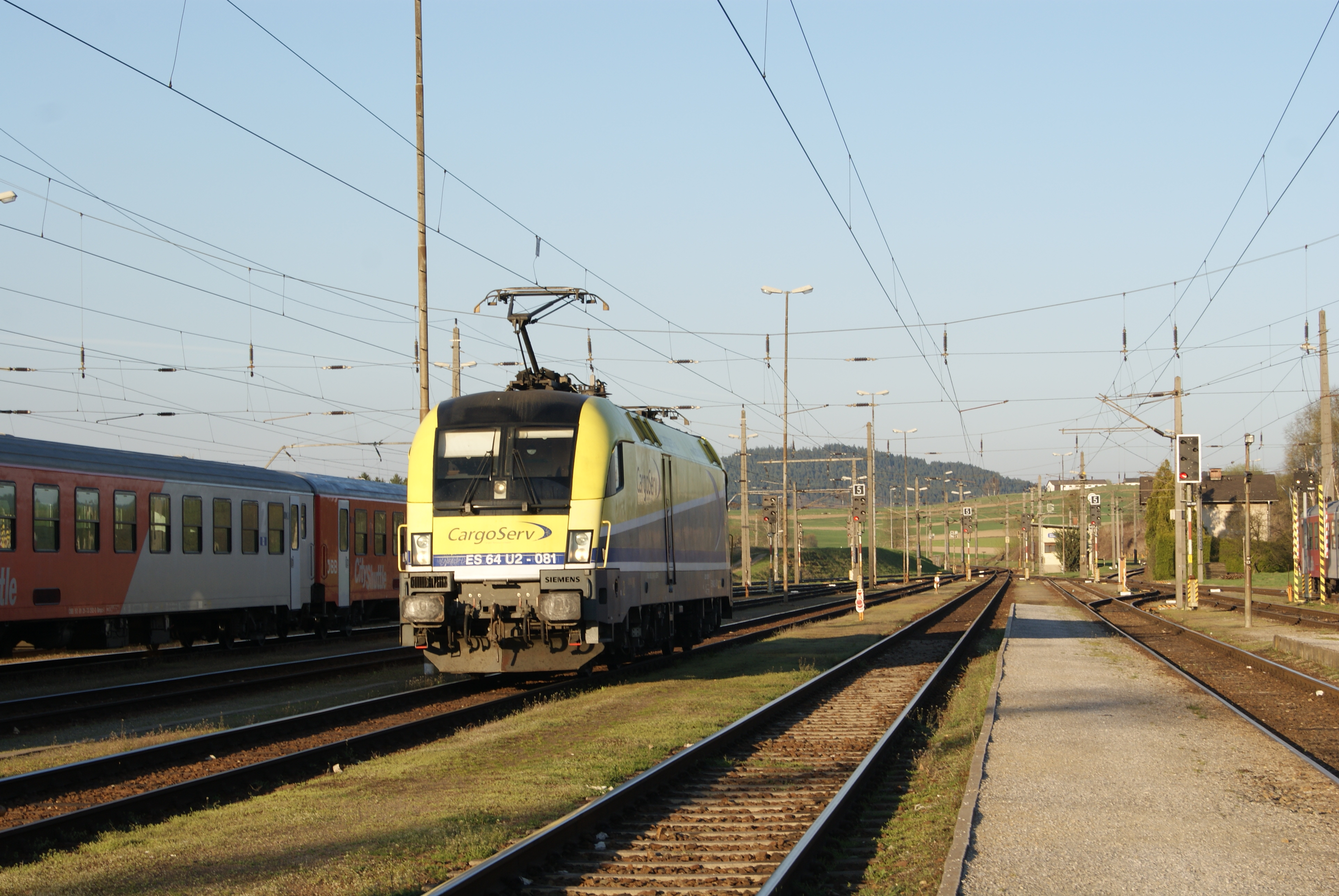
erz.her.zog 02 in Summerau

Zum Fahrzeugbestand gehören im Jahr 2013 drei Siemens ES64U2, vier Siemens ES64U4 sowie drei dieselhydraulische Streckenlokomotiven (DR-Baureihe V 100). Da der Name „Taurus“ ein geschützter Name der ÖBB ist, heißen die drei Siemens ES64U2 „erz.her.zog“.
Am 7. August 2013 bestellte CargoServ bei Siemens eine Vectron-Lokomotive mit einer maximalen Leistung von 6400 kW und einer Geschwindigkeit von 160 km/h. Die Lokomotive wurde im März 2014 in Betrieb genommen.
Die Mutterfirma LogServ betreibt außerdem 28 Rangierloks auf den 165 km langen Gleisanlagen im voestalpine-Stahlwerk und im Chemiepark Linz (Stand 2013). Am 8. August 2013 gab Gmeinder Lokomotiven die Bestellung von zwei dreiachsigen dieselhydraulischen Lokomotiven des Typs D 60 C bekannt.

## Transporte
Folgende Güter werden befördert:
- Kalk (vom Kalkwerk Steyrling)
- Kohle (aus Polen, CargoServ transportiert die Kohle aber nur ab Summerau)
- Gefahrgut
- Erz (von Eisenerz)
- Autotransporte
- Coils (nach Polen (CargoServ Transport nur bis Summerau), Italien)
- Zellstoff

Im Geschäftsjahr 2024/2025 wurden ca. 7 Millionen Tonnen transportiert.